# 6267 Rozhen
6267 Rozhen là một tiểu hành tinh vành đai chính. For four days, between 2005 January và 2005 January, it was briefly và erroneously renamed 6267 Smolyan.